# Goldständer (Album)
Goldständer ist das dritte Soloalbum des Berliner Rappers B-Tight. Es erschien am 31. Oktober 2008 über das Label Aggro Berlin und wird von Universal vertrieben. Es stieg auf Platz 36 der deutschen und auf Platz 96 der Schweizer Hitparade ein.

## Stil
Stilistisch ist das Album dem Battle-Rap zuzuordnen. Dabei stehen die Standard-CD und die Premium-CD in einem Kontrast. Erstere enthält vorwiegend Battle-Tracks, Songs über B-Tights Erfolg bei den Frauen und seine eigene Potenz. Letztere enthält hingegen ernstere, persönlichere Tracks über die Schattenseiten des Erfolgs, das Leben im Ghetto, seinen Umgang mit Drogen, das Leben nach dem Tod, sowie seine Liebe zur Musik. Der Titel Goldständer ist eine Anspielung auf B-Tights Potenz (einen Ständer haben).

## Versionen
Das Album erschien in einer Standard- und Premium-Edition. Die Premium-Edition enthält eine zweite CD mit 11 weiteren Titeln. Das Booklet der Standard-Version enthält Bilder aus dem Musikvideo Sie will mich, Produktionsnotizen, sowie den seit der Kontroverse um die Musik der Rapper von Aggro Berlin üblichen Verbraucherhinweis zu den Texten der Künstler.

## Cover
Auf dem Coverbild der Standard-Edition steht B-Tight mit nackten Oberkörper vor einem schwarzen Hintergrund, umringt von vier knapp bekleideten Damen die erstaunt auf ein Leuchten an B-Tights Unterleib blicken. Am oberen Rand steht Aggro Berlin präsentiert B-Tight Goldständer, unten links ist der Verbraucher Hinweis-Harte Texte, unten rechts das Aggro Berlin-Logo erkennbar. Der Pappschuber der Premium-Version ist in ähnlicher Aufmachung, nur füllt B-Tights Oberkörper das gesamte Cover aus, die Damen sind verschwunden und der Rapper hält eine goldene Disco-Kugel mit beiden Händen.

## Titelliste

### CD 1
| #  | Titel              | Feature(s) | Produzent     | Länge |
| -- | ------------------ | ---------- | ------------- | ----- |
| 1  | Intro              |            | DJ Desue      | 1:51  |
| 2  | Noch einmal        |            | Dan & B-Tight | 3:08  |
| 3  | Skit Rapstarz 4    |            |               | 1:19  |
| 4  | Partytime          | Frauenarzt | Bommer        | 4:37  |
| 5  | Sie will mich      |            | Dan           | 3:15  |
| 6  | Egoist             |            | Bommer        | 3:53  |
| 7  | Skit Rapstarz 5    |            |               | 0:57  |
| 8  | Voll Ok            |            | Tai Jason     | 3:16  |
| 9  | Wir sind hart      | Tony D.    | Tai Jason     | 2:44  |
| 10 | Skit Rapstarz 6    |            |               | 0:19  |
| 11 | Kingmäßig          |            | Tai Jason     | 2:52  |
| 12 | Sündenbock         |            | Flashgordon   | 3:57  |
| 13 | Hart aber herzlich | M-Hot      | B-Tight       | 3:32  |

### Premium Edition CD 2

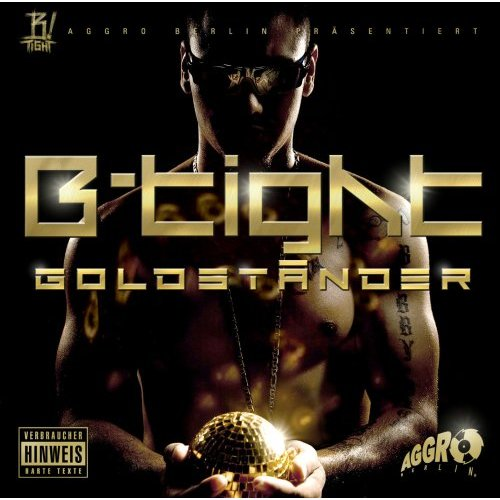
Cover der Premium Edition

| #  | Titel              | Feature(s)            | Produzent             | Länge |
| -- | ------------------ | --------------------- | --------------------- | ----- |
| 1  | Leben nach dem Tod |                       | Montana Beats         | 4:06  |
| 2  | Schattenseiten     |                       | Tai Jason             | 3:57  |
| 3  | Ghettostar         |                       | Tai Jason             | 3:49  |
| 4  | Weisst du          | She Raw               | Djorkaeff & KD-Supier | 3:27  |
| 5  | Schaukelpferd      | Sido & Shizoe         | Kenny D               | 4:26  |
| 6  | Es sind die Drogen |                       | Tai Jason             | 3:52  |
| 7  | Ich bin es leid    | Shizoe                | Tai Jason             | 3:39  |
| 8  | Könnte Ich         | Alpa Gun              | Tai Jason             | 3:58  |
| 9  | Glücklich          | Greckoe & Freddy Cool | Djorkaeff & Beatzarre | 4:38  |
| 10 | Erste Liebe        |                       | Tai Jason             | 4:03  |
| 11 | Weine nicht        | Zoe Mazah             | Tai Jason             | 4:17  |

### Singles

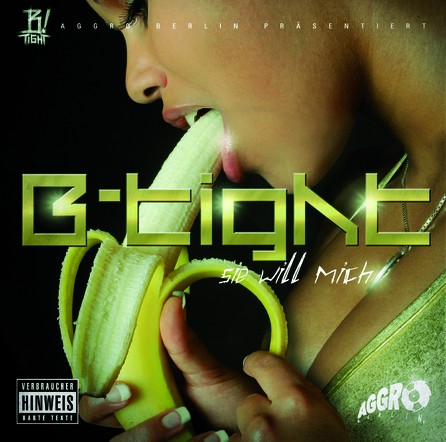
Cover der Single „Sie will mich“

Als einzige Single wurde Sie will mich ausgekoppelt, zu dem auch ein Musikvideo produziert wurde. Die Single enthält neben der normalen Version auch einen Tai Jason RMX, das Musikvideo, sowie die Titel Niemals Normal und Schattenseiten.
Weiterhin wurde zum Erscheinen der Premium-Edition ein Split-Video zu den Titeln Ghettostar/Kingmässig gedreht.

## Rezeption
Das Album wurde überwiegend negativ bis mäßig von den Kritikern eingestuft.
Bei Laut.de wurde vor allem die kurze Albumlänge („Mit einer Gesamtlänge von 35 Minuten, davon viereinhalb Intro und Skits, ist das zudem ein verdammt kurzer Ständer geworden.“) und die zu platte Unterhaltung („Ich erwarte aber bitteschön ein wenig mehr Unterhaltung als diejenige, die genannten Forums-Insassen heutzutage für flammende ‚X ist besser als Y‘-Auseinandersetzungen reicht.“) kritisiert. Es wurde nur einer von 5 Sternen vergeben.
Rap.de missfiel technische Unzulänglichkeiten bei B-Tights Raps: „Allerdings klingen die schnellen Passagen nach wie vor sehr unsauber und schlampig und man merkt, dass B-Tight immer noch technisch limitiert ist.“ und Ideenlosigkeit / Uninspiriertheit: „Das ist alles ambitioniert und auch bemüht, aber so richtig will der Funke nicht überspringen.“ Beim Bewertungssystem, das einem analogen Thermometer ähnelt, schlägt die Nadel im unteren Bereich aus.
Rappers.in lobt vor allem die Single Sie will mich: „sorgt durch gitarren- und electrolastige Klänge für Aufsehen und weiß auf erfrischende Art und Weise zu überzeugen“ und die Tracks der Premium-CD: „Bei der Premium Version (auf CD zwei) jedoch kommt ein ganz anderer Bobby Dick zum Vorschein. Plötzlich nutzt er thematische Vielfältigkeit, bringt Tracks, die man so nicht von ihm erwartet hat, und überzeugt damit auf ganzer Linie.“ Die Seite vergab 4 von 6 Mikrofonen.